# Winnington (Staffordshire)
Winnington – osada w Anglii, w hrabstwie Staffordshire, w dystrykcie Newcastle-under-Lyme, w civil parish Loggerheads. Leży 15 km od miasta Newcastle-under-Lyme. W 1870-72 osada liczyła 191 mieszkańców. Winnington jest wspomniana w Domesday Book (1086) jako Wennitone.